# 十三號水門命案
十三號水門命案是一起1950年1月發生在臺北市大同區淡水河畔的命案，其情節於日後一再成為各類戲劇的取材對象，其過程也引發諸多關於省籍情結的議論。

## 事件經過

### 案發之前
張清溪，於1948年4月在廈門因竊盜罪被判以有期徒刑四個月，緩刑三年；隨後，他改名張白帆並前往臺灣，並於報社謀得副刊總編輯職務，又因而認識任會計職務之陳素卿。同年11月初，張白帆委託他人前往陳家提親，但隨後陳家長輩要求陳素卿停止與其往來，並準備將陳素卿嫁予其邱姓表哥；但是，陳素卿也依然繼續同張白帆交往並發生性關係。
1949年1月，張白帆進入台灣廣播電台擔任編審，並因而認識播音員徐冰軒。數月後，徐冰軒在懷有身孕的情況下與張白帆結婚；但是，張白帆仍持續與陳素卿保有交往關係。
1949年11月底，陳素卿因親族頻頻催促成婚等因素多次致電張白帆；張白帆於是為其草擬兩封遺書，並告訴其可抄寫並寄回家裡使其親族誤以為其已自盡，則兩人可放心私奔。
1950年1月12日18時前後，陳素卿因害怕婚前性行為一事在婚後遭揭露，又無法接受張白帆之對待，於是在臺北車站不斷撥打公共電話至台灣廣播電台尋找張白帆。當日21時前後，張白帆終於同意在淡水河6號水門與其見面。

### 發現遺體
1950年1月13日星期五6時前後，農夫陳墾福在前往工作時途經臺北市涼州街底淡水河13號水門，發現當地草叢裡有一塊花布，花布後隱約可見女用白色內褲及其穿著者之軀體；當他靠近觀看時，他確認該軀體屬於一位因上吊而死亡的年輕女性，並隨即前往臺北市政府警察局報案。
隨後，臺灣省政府警務處刑事警察總隊（以下簡稱「刑事警察總隊」）技士陶鳴義與法醫葉昭渠奉命抵達該具遺體的發現地點。根據記者報導及警方調查，該具遺體的頸部被以一條直徑約一公分的白色綿紗繩勒纏，繩子的另一端則捆綁在河堤石柱上，且其雙腳距地面近半公尺。在河堤旁，警方也發現一個裝有新臺幣三十三元的小錢包，以及兩本以白色紙張包裹且內容全以日文書寫的筆記本，兩本筆記本各自夾帶著一封遺書；一封寫著「致 台灣廣播電台 張白帆先生」，另一則寫著「致 陳素娟」。

### 輿論及喪禮
不久，警方調查出該具遺體屬桃園縣21歲女子陳素卿，其「致 陳素娟」之遺書為委請妹妹代為翻譯轉達其父母之內容；報紙更將其二封遺書一一詳盡刊載。 隨後，傅斯年為該事件撰寫評論，並與沈剛伯、毛子水及蘇薌雨一同發表公開信向群眾募款為其舉行葬禮。
後來，陳素卿的父親未出面領取遺體，而是改由其堂親父輩代為領取並火化；火化前，眾人為其在極樂殯儀館設置靈堂，各界許多非臺灣籍代表人物紛紛前往悼念致祭，張白帆也披麻載孝以「未亡人」名義向參與賓客答禮。

### 調查、起訴及審判
在《台灣新生報》記者姚勇來、沈嫄璋及刑事警察總隊的追查下，該案於事發一星期後宣告破案；張白帆遭警方收押，並被臺北地檢處以「39年起字第562號」起訴書提起公訴，又在隨後一審時被判以死刑。此外，傅斯年也因此公告退還先前民眾捐款。
1952年1月30日，經四名律師辯護，臺灣高等法院改判其有期徒刑七年；其罪名有殺人罪、偽造文書罪、竊盜罪、誣告罪。

## 事後

### 張白帆
1954年8月，中華民國總統蔣中正頒布《戡亂時期疏通監所人犯處理條例》，計畫將包含張白帆在內二千多位受刑人及被告於當年中秋節前保釋。但是，張白帆在出獄前計畫出版其描寫自身情史的長篇小說，且在其中以「一代情聖」自稱；張白帆因而遭臨時取消假釋，並被處置以服刑至期滿為止，又被將其偽造文書一年徒刑合併執行。其間，香港《星島日報》1956年9月中曾質疑張白帆被移送管訓的適法性，中華民國司法院司法行政部刑事司隨後答覆並反駁此一問題。
在張白帆服刑時，他的妻子徐冰軒自力負擔家庭生計，並每星期將零用金新臺幣二十元寄至獄中。
1957年7月31日8時30分前後，徐冰軒穿著粉紅色旗袍與白色皮鞋，並雇請汽車公司駕駛至板橋保安司令部第一訓導總隊大門前恭迎張白帆返家。
出獄後，張白帆在文學界與出版界獲得成就，並在與徐冰軒離婚後與他人再婚，晚年於2009年1月24日過世。

### 衍生作品及事件
事件發生後，說書、歌仔戲、話劇等表演場合均有情節類似的劇本陸續出現。1980年電影《少女殉情記》拍攝過程中曾引來徐冰軒及陳素卿的親族關切抗議，更有多位少年攜帶兇器前往阻撓拍攝，相關負責人也於後來遭陳素卿的父親與張白帆一同提起誹謗告訴並最終被各自判處有期徒刑四月。

### 軼事
據楊日松回憶，十三號水門命案為其法醫生涯首件參與案件。

## 相關作品

### 歌曲
- 〈十三號水門〉（曹雅雯演唱、曹雅雯作詞、曹雅雯、 鍾興民作曲，2022年12月，專輯《禁》）
- 〈青春悲喜曲〉（陳達儒作詞、蘇桐編曲，1950年）[13]
- 〈河邊春夢〉（因1964年電影《河邊春夢》上映而廣為流行，周添旺創作，1934年）

### 小說
- 《淡水河心中》（陶晶孫，1951年）[1]

### 歌仔戲
- 《薄命陳素卿》[14]

### 連續劇
- 《臺灣靈異事件》第一單元：來世再見（1996年）
- 《廉政英雄》第十單元：索命紅衣

### 電影
- 《河邊春夢》（1964年）
- 《陳素貞與張博帆》（1965年）
- 《少女殉情記》（1980年）[7][15]
- 《血觀音》(2017年)

### 舞台劇
- 《夏雪冬雷──淡水河殉情記》(2017年)[16][17][18][19]

## 外部連結
- 陳素卿張白帆相關報導- wuh08100的創作- 巴哈姆特
- 台灣烏龍版的「少女殉情記」（管仁健／著）＠你不知道的台灣（管仁健／著）｜PChome 個人新聞台 （页面存档备份，存于）